# 古德尼·約翰內森
古德尼·索爾拉休斯·約翰內森（冰島語發音：[ˈkvʏðnɪ ˈtʰɔrlaˌsiːʏs ˈjouːhanɛsɔn]；1968年6月26日—），是一位冰島的歷史學家，曾任冰島總統、冰島大學講師。他在2016年冰島總統選舉中，以約39%的得票率當選。古德尼在此之前並無任何從政經驗，他是因為冰島總理西格蒙杜尔·戴维·贡劳格松被揭發涉及巴拿馬文件後，才決定參選總統的。

## 參選總統
古德尼屬於無黨派的總統競選者。古德尼在形容自己時表示，由於缺乏政治黨派關係，他將成為比前任總統奧拉維爾·拉格納·格里姆松更少政治性的總統。古德尼強調了團結對於北歐國家的重要性。

## 總統任內
古德尼於2016年8月1日就任冰島總統。古德尼是冰島最年輕的總統。就期一個月內，古德尼在調查中的支持率為68.6％，這是該民意測驗自2011年成立以來對冰島總統的最高支持率。在其任期的早期，約翰尼森監督了在10月29日舉行的2016年議會選舉之後在冰島組建政府的談判。這些談判是困難的，因為選舉前沒有政黨擁有多數席位，而且所有可能的多數聯盟的政黨立場都有分歧。2016年12月，Guðni的支持率上升了一半。2019年4月，在接受意見調查的人中，他的支持率仍維持2016年12月的水平。

## 轶事
2017年2月，冰島總統古德尼曾開玩笑說，如果他有權力，將會禁止廚師在披薩上放鳳梨（夏威夷披薩的做法）。

## 個人生活
古德尼不是有組織宗教的成員，但在天主教信仰中長大。他因對一些神父的犯罪行為的報導遲鈍而離開了天主教會。他以《世界人權宣言》為信條。

### 家庭
古德尼於2004年與加拿大人利德（Eliza Jean Reid）結婚，他們有四個孩子。古德尼宣誓就職時，利德成為冰島的第一夫人。他們在英國留學期間相識，於2003年移居冰島。古德尼還有一位前任婚姻的女兒。

## 荣誉

### 外国勋章奖章
- 大象勋章（丹麦，2017年1月24日[4]）
- 芬兰白玫瑰大十字勋章附颈饰（芬兰，2017年[5]）